# Neuville-Bourjonval
Neuville-Bourjonval is een gemeente in het Franse departement Pas-de-Calais (regio Hauts-de-France) en telt 194 inwoners (1999). De plaats maakt deel uit van het arrondissement Arras.

## Geografie
De oppervlakte van Neuville-Bourjonval bedraagt 3,1 km², de bevolkingsdichtheid is 62,6 inwoners per km².
De onderstaande kaart toont de ligging van Neuville-Bourjonval met de belangrijkste infrastructuur en aangrenzende gemeenten.

## Demografie
Onderstaande figuur toont het verloop van het inwonertal (bron: INSEE-tellingen).

1. ↑  Populations de référence 2022.